# 安部真弘
安部 真弘（あんべ まさひろ、1983年5月4日 - ）は、日本の漫画家。神奈川県出身、在住。男性。作品に『週刊少年チャンピオン』（秋田書店）にて連載された『侵略!イカ娘』がある。ネット上では「レモン」のHNを名乗っている。

## 来歴
安部のHPにある日記によれば、やぎさわ景一の『ロボこみ』がきっかけで『チャンピオン』を読むようになり、やぎさわのアシスタントをしていた事もあったという。その時期に『チャンピオン』への投稿も始め、月例賞「月例フレッシュまんが賞」でも何度か受賞をしている。
その後2004年8月、『週刊少年チャンピオン』の増刊『元祖!浦安鉄筋家族キャラクター増刊』に掲載の「恋のる・ツ・ボ」でデビュー。
2006年、第66回『週刊少年チャンピオン』の新人まんが賞にて投稿作『羽根憑き』で奨励賞受賞。しかし審査員の一人である米原秀幸には「絵はプロレベル。話はまんがをバカにしているとしか思えません。」と酷評を受けた。他の審査員も画力は高く評価するが画力以外は酷い、という評価を下している。
2007年、『侵略!イカ娘』を『週刊少年チャンピオン』にて連載開始。当初は短期集中連載の予定だったが、直後に人気が出て正式連載となり、2010年にはアニメ化もされた。『イカ娘』が出世作となった安部だが、当の安部本人はイカアレルギーで「食べると唇が腫れたり気持ち悪くなったりします」。エビ、カニ、タコ、貝類もアレルギーのため食べられない。特にカニは医師から「食べたら死ぬよ」と言われているほど。
「海は入るよりも眺める方が好き」。

## 作品リスト

### 漫画作品

#### 連載
- 侵略!イカ娘（『週刊少年チャンピオン』2007年 - 2016年）[6]
- あつまれ!ふしぎ研究部（『週刊少年チャンピオン』2016年[7] - 2024年[8]）
- アクマでふけい!（『週刊ヤングマガジン』2025年10号[9] - 連載中）

#### 読み切り
- 恋のる・ツ・ボ（『元祖!浦安鉄筋家族 キャラクター増刊』2004年9月25日号） - デビュー作。
- 侵略！イカ娘 in Winter（『元祖！浦安鉄筋家族ウィンター増刊』2008年1月30日号〈2007年〉） - 『侵略！イカ娘』3巻に収録。
- ひと口サイズ！イカ娘（『元祖！浦安鉄筋家族GW増刊』2008年6月10日号） - 『侵略！イカ娘』2巻に収録。
- この素晴らしい水芸に喝采を！（『月刊ドラゴンエイジ』2016年7月号 特別読み切り企画「このすば！アンソロ劇場」） - 『この素晴らしい世界に祝福を!』のアンソロジー寄稿作品。『この素晴らしい世界に祝福を！ コミックアンソロジー』に収録。
- 『上野さんは不器用』のアンソロジー寄稿作品（『上野さんは不器用』6巻限定版付属公式アンソロジー小冊子、2019年）[10]
- モテモテ罪（『週刊少年マガジン』2025年20号） - 『カナン様はあくまでチョロい』の1ページ寄稿漫画[11]。

### 書籍
- 『侵略!イカ娘』、秋田書店〈少年チャンピオンコミックス〉2008年 - 2016年[12]、全22巻
- 『あつまれ!ふしぎ研究部』、秋田書店〈少年チャンピオンコミックス〉2017年[13] - 2024年、全20巻
- 『アクマでふけい!』、講談社〈ヤンマガKCスペシャル〉2025年 - 、既刊1巻（2025年6月6日現在）
  1. 2025年6月6日発売[14][15]、ISBN 978-4-06-538975-1

## 関連人物
- やぎさわ景一 - アシスタント先。
- 佐渡川準 - アシスタント先[16]。